# Orán (departamento)
Departamento Orán é um departamento da província de Salta, na Argentina.